# Rat, vrijeme, ljubav...
Rat, vrijeme, ljubav... je prvi album hrvatskog rock sastava Spaček iz 1992. godine. Na njemu se nalazi sedam najboljih pjesama iz dotadašnjeg djelovanja.
Album je izdan u "nezavisnoj produkciji" pod okriljem Stupida, studentskog popularno-informativnog dvotjednika, na 500 audio-kazeta.
U ljeto 1993. godine svojim prvim spotom za singl "Prva Dama", Spaček zauzima prvo mjesto u tadašnjoj najrelevantnijoj nacionalnoj glazbenoj top ljestvici u emisiji Hrvatske televizije Hit depo.

## Pjesme
| 1. | »Mom prijatelju«   | Goran Komazin   | Goran Komazin   | Goran Martinac | 5:50 |
| 2. | »Prva dama«        | Goran Komazin   | Goran Komazin   | Goran Martinac | 3:25 |
| 3. | »Sve svoje godine« | Jašar Murtezani | Jašar Murtezani | Goran Martinac | 3:05 |

| Strana B | Strana B                  | Strana B      | Strana B        | Strana B       | Strana B | Strana B | Strana B | Strana B | Strana B |
| Br.      | Skladba                   | Tekstopisac   | Skladatelj      | Aranžman       | Trajanje |          |          |          |          |
| -------- | ------------------------- | ------------- | --------------- | -------------- | -------- | -------- | -------- | -------- | -------- |
| 1.       | »U početku«               | Goran Komazin | Jašar Murtezani | Goran Martinac | 3:20     |          |          |          |          |
| 2.       | »Dugo sam bio sam«        | Eli           | Jašar Murtezani | Goran Martinac | 4:15     |          |          |          |          |
| 3.       | »Ostat ću sam bez tebe«   | Goran Komazin | Goran Komazin   | Goran Martinac | 3:35     |          |          |          |          |
| 4.       | »Rat, vrijeme, ljubav...« | Vinko Vuković | Goran Komazin   | Goran Martinac | 2:35     |          |          |          |          |
| 26:05    |                           |               |                 |                |          |          |          |          |          |

## Produkcija

### Članovi sastava
- Dragan Brnas - Fudo, vokal, gitara
- Goran Martinac - Gogo, klavijature, programiranje
- Goran Komazin - Meka, gitara, prateći vokal
- Jurica Bebić, bas-gitara, prateći vokal
- Draženko Nižić, bubnjevi

### Ton majstori
- Denis Mujadžić - Denyken (A1, A2)
- Bruno Molnar

### Gosti i suradnici
- Jašar Murtezani
- Nikša Bratoš
- Jurica Popović, producent
- Nikša Martinac, design omota